# Église Saint-Georges-de-Samatya

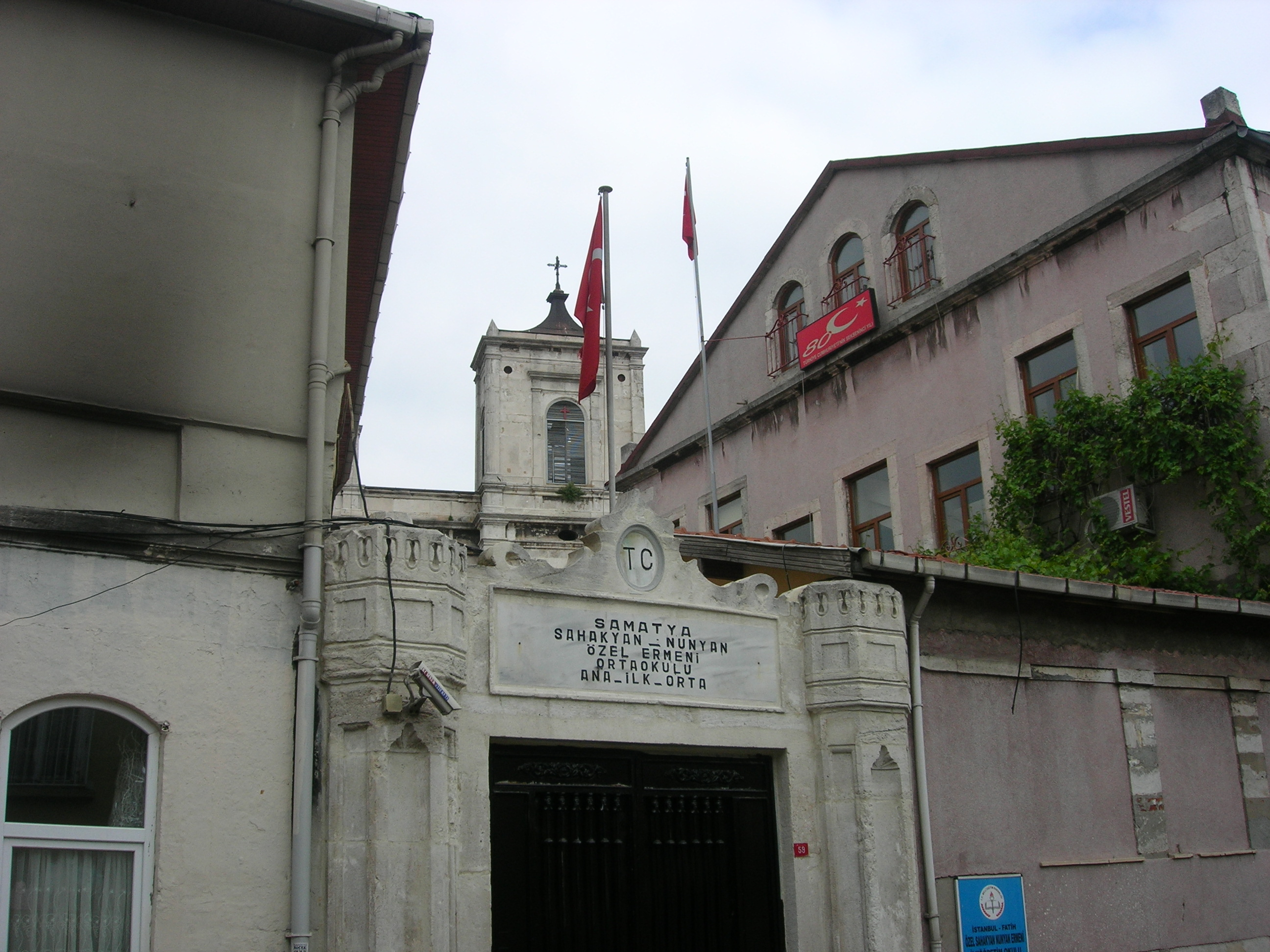
L’entrée de l’église moderne vue du côté nord.

L’église Saint-Georges de Samatya ou Surp Kevork  (en arménien : Սամաթիոյ Սուրբ Գէորգ Եկեղեցի; en turc: Sulu Manastır, [litt. "Monastère de l’Eau"]) est une église arménienne d’Istanbul.
Construite entre 1866 et 1887, l’église s’élève sur la structure préexistante d’une église et d’un monastère byzantins construits au XIe siècle. L’ensemble, dédié à Sainte-Marie-Peribleptos (en grec : Μονὴ τῆς Θεοτòκου τῆς Περιβλὲπτου, Monì tis Theotókou tis Perivléptou) était l’un des plus importants monastères orthodoxes de Constantinople . Après la conquête ottomane de la cité en 1453, il fut remis à la communauté arménienne de celle-ci et devint alors le siège du patriarche arménien de Constantinople . 

## Emplacement
L’église est située dans le district de Fatih à proximité du quartier  Koca Mustafapaşa (anciennement Samatya). Elle se trouve à l’intérieur des anciennes fortifications le long de la mer de Marmara . L’édifice est protégé par un haut mur et entouré de divers édifices.

## Histoire

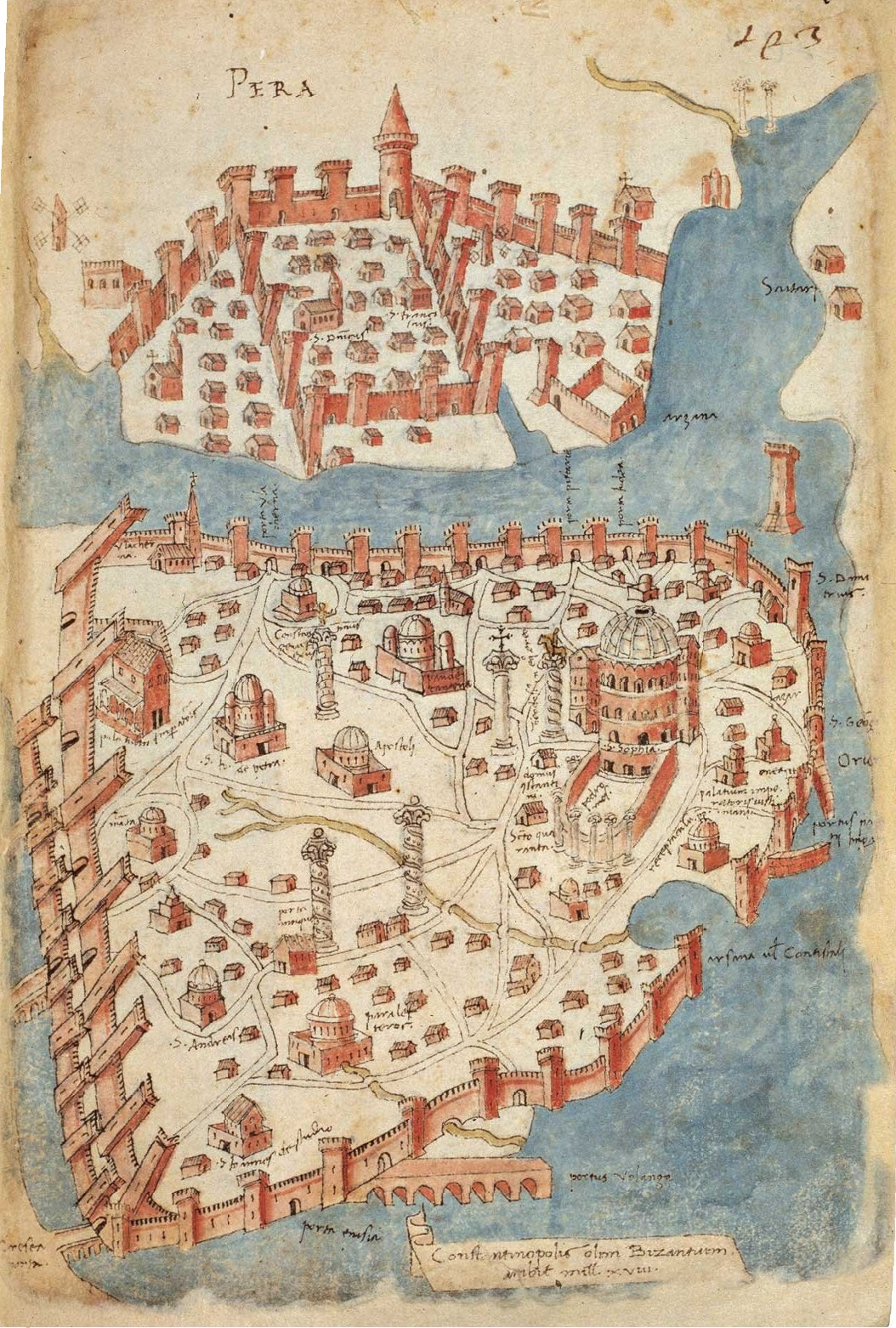
Plan de Constantinople aux environs de 1420 d’après Cristoforo Buondelmonti. L’église de Marie Peribleptos qui existait alors est l’édifice à dôme dans le coin inférieur gauche; le ruisseau que l’on voit sur l’image prenait naissance dans la source du lieu.

### Période byzantine
Au Ve siècle se dressait à cet endroit l’église de Hagios Stephanos en tais Aurelianai. Cette église était située près du palais Helenianai et du monastère de Saint-Dalmate, tout près d’une abondante source (en grec : hagiasma) qui existe toujours et qui explique le nom de l’endroit en turc : le monastère de l’eau.
Non loin de ces édifices et des murailles qui longent la mer, sur un petit plateau dominant la pente sud de la septième colline de Constantinople, dans le quartier Xerolophos , l’empereur Romain III Argyre (r. 1028 – 1034) édifia, après sa malencontreuse expédition en Syrie, un imposant monastère dédié à la « Theotokos Peribleptos ». Ce surnom inusité, signifiant « bien en vue », « facile à voir », vient du fait que l’édifice domine une position isolée et est par conséquent facilement observable. L’empereur dépensa une importante somme d’argent pour cette construction et fut âprement critiqué pour ce qui fut considéré comme une extravagance. Il devait y être enterré en 1034. L’empereur Nicéphore III Botaneiates (r. 1078 – 1081) fit rénover le complexe en 1080. Après avoir été renversé par un coup d’État, Nicéphore fut obligé par son successeur, Alexis Ier (r. 1081 – 1118) de s’y faire moine et fut également inhumé dans l’église.
Aux XIe siècle et XIIe siècle, la cour avait l’habitude de se rendre en pèlerinage à la Peribleptos chaque année pour y célébrer la Chandeleur. Après le sac de Constantinople par les Croisés en 1204, l’église demeurera pour un court laps de temps sous contrôle des Grecs, mais fut par la suite attribuée aux moines bénédictins vénitiens. Après la restauration de l’Empire byzantin par Michel VIII Paléologue (r. 1261 – 1282), ce dernier fit restaurer l’église et y ajouta dans le réfectoire une mosaïque le représentant avec son épouse l’impératrice Théodora et leur fils Constantin. Cette mosaïque fut détruite dans l’incendie qui ravagea le quartier de Samatya en 1782.
À la fin du XIIIe siècle, un jeune moine du monastère, nommé Hilarion, fut envoyé à Elegmoi en Bythinie pour surveiller les possessions du monastère. Il trouva la région dévastée par les Turcs. Ralliant la population contre les maraudeurs, il réussit à faire à nouveau régner la paix dans ces lieux. Toutefois, cela causa un scandale à Constantinople, car il n’était pas permis aux moines de se battre. Après son retour forcé dans la capitale, les Turcs recommencèrent leurs pillages jusqu’à ce qu’une pétition envoyée par la population à Constantinople permette le retour d’Hilarion. Finalement, l’higoumène du monastère fut obligé de donner son consentement. 
En 1402, l’édifice fut endommagé par un incendie. L’empereur Manuel II Paléologue (r. 1391 – 1425) y vécut pendant une épidémie et le siège de la ville par le sultan ottoman Murad II .

### Période ottomane
L’église continua à appartenir à la communauté grecque orthodoxe dans la période qui suivit immédiatement la conquête ottomane en 1453. Selon Müller-Wiener, après le rapatriement des Arméniens à Samatya (1458 ère chrétienne/862 ère musulmane), le sultan Mehmet II (r. 1444-1446) céda entre 1461 et 1480 l’église à cette communauté. Celle-ci devint le siège du patriarche arménien de Constantinople jusqu’en 1643/1644. Selon d’autres sources, l’édifice fut concédé aux Arméniens en 1643 grâce à l’intervention d’une Arménienne du nom de Șivekâr qui était une favorite du sultan Ibrahim Ier (r. 1640 – 1648),. Plusieurs églises furent construites à cet endroit pendant les années qui suivirent. Vers le milieu du XVIIe siècle, seul le réfectoire rappelait encore l’époque byzantine.
Le complexe fut restauré en 1722 par l’architecte arménien Meldon. Toutefois le grand incendie qui ravagea Samatya en 1782 détruisit l’ensemble des édifices et la reconstruction ne commença qu’en 1804. 
Un autre incendie devait se déclarer en 1877 ; l’église fut reconstruite entre 1866 et 1887 grâce à une dotation de Michael Hagopian et seules les fondations de l’église byzantine et les restes de la source furent conservées. De plus, deux imposantes écoles furent construites près de l’église.

## Architecture
La seule description qui nous reste de l’église byzantine est celle de l’ambassadeur espagnol Ruy Gonzάles de Clavijo qui visita Constantinople en 1402. Il décrit le plan comme étant à *croix-inscrite avec une nef carrée surmontée d’un dôme à laquelle s’ajoute un *atrium et des pièces latérales, sur le modèle d’Osios Lukas et du monastère de Daphni en Grèce.  Le dôme hémisphérique était décoré d’une mosaïque et reposait sur huit colonnes de jaspe polychrome supportant quatre *trompes, lesquelles faisaient la transition de la base octogonale vers le carré défini par les murs. De récentes excavations ont confirmé la description laissée par Clavijo. L’église, dont les murs et le sol  étaient également recouverts de  plaques de jaspe, contenait de nombreuses tombes impériales situées dans deux des pièces latérales. Les murs extérieurs étaient richement décorés de peintures représentant villes et châteaux possessions du monastère. Le complexe comprenait également un imposant réfectoire décoré d’une fresque représentant la dernière Cène, des chambres pour les moines, des jardins et vignobles.  L’église renfermait de nombreuses reliques, dont le corps du pape Grégoire Ier.
La présente église est un édifice rectangulaire de vingt mètres de large par trente de long et est orienté en direction SO-NE. Elle a une *abside  sur le côté nord-est et un *clocher-mur. L’intérieur est couvert par une *voute-en-berceau et est richement décoré.  Tout près se trouve une chapelle dédié à saint Jean le Précurseur. 

## Glossaire
- Abside : Partie saillante en demi-cercle d’une église à l’extrémité du chœur.

- Atrium : Dans la basilique chrétienne, l’atrium était l’enceinte extérieure, le parvis.

- Clocher-mur : Élément architectural, vertical et plat, placé en haut ou à l'avant de l’église  pour recevoir des cloches.

- Église à croix inscrite : plan centré autour d'un naos divisé en neuf baies par quatre colonnes de pierre, la baie centrale étant généralement plus grande que les huit autres et couronnée par un dôme. Les quatre baies rectangulaires qui touchent directement la baie centrale sont généralement couvertes par des voûtes en berceau: elles forment les bras de la croix inscrite dans le carré du naos.

- Trompe : Portion de voûte tronquée formant support d'un ouvrage (voûte, coupole, tourelle, etc.) en surplomb, permettant de changer de plan d'un niveau à l'autre.

- Voute-en-berceau : Voûte qui présente la face de son arc (ou intrados) faite d'une courbure constante.

### Note
- (en) Cet article est partiellement ou en totalité issu de l’article de Wikipédia en anglais intitulé « Church of St. George of Samatya » (voir la liste des auteurs).